# 拟黄竹
拟黄竹（学名：Bambusa mollis）为禾本科簕竹属下的一个种。其种加词“mollis ”意为“柔软的”。